# بلدة بيرت (مقاطعة شبوغن)
بيرت، مقاطعة شبوغن (بالإنجليزية: Burt Township, Cheboygan County, Michigan)‏ هي بلدة تقع بولاية ميشيغان في الولايات المتحدة. تبلغ مساحتها 91 (كم²)، وترتفع عن سطح البحر 181 م، بلغ عدد سكانها 654 نسمة في عام تعداد الولايات المتحدة 2000 حسب إحصاء مكتب تعداد الولايات المتحدة وتصل الكثافة السكانية فيها 12.8 نسمة/كم2.

## وصلات خارجية
- http://www.burttownship.org/
- The US50 - Cities and Towns in Michigan State
- Michigan Cities and Towns, Facts, Map, Flag, Colleges, Government, and More